# Liste der Monuments historiques in Éguelshardt
Die Liste der Monuments historiques in Éguelshardt führt die Monuments historiques in der französischen Gemeinde Éguelshardt auf.

## Liste der Bauwerke
| Bezeichnung        | Beschreibung                                          | Standort                 | Kennzeichnung | Schutzstatus | Datum | Bild           |
| ------------------ | ----------------------------------------------------- | ------------------------ | ------------- | ------------ | ----- | -------------- |
| Château de Waldeck | Ruine einer Felsenburg, um 1300 erbaut, 1635 zerstört | östlich des Ortes (Lage) | PA00106755    | Classé       | 1930  | weitere Bilder |